# Sông Pilica
```
Pilica
 là một 
con sông
 ở miền trung 
Ba Lan
, 
nhánh sông bên trái
 dài nhất của 
sông Vistula
, với 
chiều dài
 333
 
km (dài thứ 8) và diện tích lưu vực là 9.258 
 
 km 
2
 (tất cả ở Ba Lan).
[
1
]
```

Nó chảy qua Jura Ba Lan, sau đó nó đi vào Đồng bằng Trung Ba Lan. Pilica chảy vào Vistula gần làng Ostrowek, trong một khu vực địa lý của Thung lũng Vistula Trung tâm. Năm 1974, một con đập được xây dựng gần Sulejow, dẫn đến việc tạo ra hồ Sulejow nhân tạo, có diện tích 2.700 ha. Vùng trong lưu vực Pilica đôi khi được gọi là Nadpilicze, và chính dòng sông đánh dấu ranh giới giữa Lesser Poland và hai tỉnh lịch sử khác của đất nước, Greater Poland và Mazovia.
"Bảo tàng sông ngoài trời" đầu tiên ở Ba Lan, bảo tàng ngoài trời của sông Pilica, nằm trên đường thủy và khu bảo tồn thiên nhiên Blue Springs nằm cạnh sông.

## Thị trấn
- Pilica
- Szczekociny
- Koniecpol
- Przingbórz
- Sulejów
- Tomaszów Mazowiecki
- Spała
- Inowłódz
- Nowe Miasto nad Pilicą
- Wysmierzyce
- Białobrzegi
- Warka

## Phụ lưu trái
- Luciąża
- Rykolanka
- Wolborka

## Phụ lưu phải
- Czarna (Włoszczowska)
- Czarna (Konecka)
- Drzewiczka

## Một tuyến đường kayak
Một "Szlak wodny Pilicy" dài 228 km là tuyến đường kayak trên sông Pilica. Nó bắt đầu ở Zarzecze gần Szczekociny và kết thúc ở một cửa sông Pilica. Điểm trên tuyến đường:
- Zarzecze gần Szczekociny
- Przingbórz
- Faliszew
- Skotniki (Gmina Aleksandrów, Łódź Voivodeship)
- Sulejów
- Hồ chứa Sulejowski
- Tomaszów Mazowiecki
- Spała
- Inowłódz
- Łdłowice
- Grotowice
- Domaniewice
- Bây giờ Miasto nad Pilicą
- Białobrzegi
- Warka
- một cửa sông Pilica

Một phần của dòng sông là Khu vực bảo vệ đặc biệt Natura 2000 EU.